# Neoparidris bifurcatus
Neoparidris bifurcatus är en stekelart som först beskrevs av Alan Parkhurst Dodd 1927.  Neoparidris bifurcatus ingår i släktet Neoparidris och familjen Scelionidae. Inga underarter finns listade i Catalogue of Life.